# Adelheid und ihre Mörder
Adelheid und ihre Mörder è una serie televisiva tedesca ideata da Michael Baier e prodotta dal 1993 al 2007 dalla Neue Deutsche Filmgesellschaft (NDF). Protagonista della serie, nel ruolo di Adelheid Möbius,  è l'attrice Evelyn Hamann; altri interpreti principali sono Heinz Baumann, Gerhard Garbers, Dieter Brandecker, Oliver Stern e Gisela May.
La serie consta di 6 stagioni. (5, secondo altre fonti), per un totale di 65 episodi., della durata di 50 minuti ciascuno. La serie è andata in onda in prima visione sull'emittente ARD 1 (Das Erste): il primo episodio, intitolato 39 rote Rosen, fu trasmesso in prima visione il 7 gennaio 1993.; l'ultimo, intitolato Mord à la mode, fu trasmesso in prima visione il 5 maggio 2007.
La produzione della serie si interruppe a causa della malattia e della morte (avvenuta nell'ottobre del 2007) dell'attrice protagonista Evelyn Hamann.

## Trama
"Mord Zwo" è una squadra di poliziotti della squadra omicidi di Amburgo capitanata dal Commissario Ewald Strobel e composta inoltre da Dieter Pohl e da Gernot Schubert. Il gruppo viene però sempre aiutato nelle indagini dalla segretaria, Adelheid Möbius.

## Episodi
| Stagione         | Puntate | Prima TV Germania | Prima TV Italia |
| ---------------- | ------- | ----------------- | --------------- |
| Prima stagione   | 13      | 1993-1996         | inedita         |
| Seconda stagione | 13      | 1998-1999         | inedita         |
| Terza stagione   | 13      | 2000-2001         | inedita         |
| Quarta stagione  | 13      | 2003              | inedita         |
| Quinta stagione  | 8       | 2005              | inedita         |
| Sesta stagione   | 5       | 2007              | inedita         |

## Premi
- 1997: Bayerischer Fernsehpreis a Evelyn Hamann come miglior attrice in una serie televisiva
- 1997: Premio TeleStar a Evelyn Hamann come miglior attrice in una serie televisiva
- 1997: Nomination al Premio Adolf Grimme come miglior fiction
- 1997: Nomination al Leone d'oro di RTL Television com miglior serie drammatica
- 1997: Nomination al Leone d'oro di RTL Television a Evelyn Hamann come miglior attrice in una serie televisiva
- 2002: Bayerischer Fernsehpreis a Heinz Baumann come miglior attore in una serie televisiva